# Brouwerij Belgoo
Brouwerij Belgoo is een Belgische brouwerij te Zuun, een gehucht van Sint-Pieters-Leeuw in de provincie Vlaams-Brabant.

## Geschiedenis
Belgoobeer was oorspronkelijk een bierfirma, door Jo Van Aert opgericht in 2007. Hij ontwikkelde de bieren en brouwde ze zelf in Brasserie La Binchoise te Binche. In oktober 2013 kon Van Aert een deel van de gebouwen van de vroegere drankenhandelaar BVS in Sint-Pieters-Leeuw kopen. De gebouwen werden gerenoveerd en er werd een nieuwe brouwerij in ondergebracht, waar vanaf 2014 werd begonnen met brouwen.
De brouwerij brouwt een hele reeks Belgoo-bieren. De bieren zijn doorheen heel België verkrijgbaar en sommige ook in het buitenland: Nederland, Frankrijk, Spanje, Groot-Brittannië, Duitsland, Polen, Noorwegen en de Verenigde Staten. Enkele Belgoo-bieren wonnen reeds onderscheidingen.
Vanaf 2016 brouwde Van Aert voor enkele jaren Lambiek voor Lambiek Fabriek, totdat die zelf een brouwinstallatie aanschafte. In de winter van 2021/22 begon hij met het brouwen van dit bier om het zelf op de markt uit te brengen met zijn familienaam op het etiket. Zijn lambiek gist en rijpt in de brouwerij op oude Italiaanse Barolo wijnfoeders van 5000 liter. Daarvan wordt een deel gebruikt om fruit - cassis en litchi - op te macereren. In mei 2024 bracht de brouwerij op 75cl flessen drie versies lambiekbieren 'Gueuze artisanale' uit.

## Bieren
- Belgoo Saisonneke, amberkleurig bier, type saison met een alcoholpercentage van 4,4%
- Belgoo Magus, blond bier met een alcoholpercentage van 6,6%
- Belgoo Luppoo, blond bier met een alcoholpercentage van 6,5%
- Belgoo Arboo, blond bier met een alcoholpercentage van 8,1%
- Belgoo Bio Blond, blond biologisch bier met een alcoholpercentage van 6,4%
- Belgoo Bio Amber, amberkleurig bier met een alcoholpercentage van 7,8%

### Lambiekbieren
- Van Aert, Gueuze Artisanale - alc. vol. 6.2
- Van Aert, Gueuze Artisanale, Cassis - alc. vol. 7.2
- Van Aert, Gueuze Artisanale, Litchi - alc. vol. 6.2